# 北韓改革放送
北韓改革放送（韓語：북한개혁방송）是大韩民国对朝鲜民主主义人民共和国的广播，播出时使用“朝鲜改革放送”（韓語：조선개혁방송）的名称。广播语言为朝鮮語，用短波广播。

## 概况
2007年12月开始广播，当时在韩国标准时21:00－21:30使用短波9630kHz。该台主要是由脫北者经营，广播以北韓的干部、青年人作为主要的收听对象。

## 播出频率
| 韩国标准时（KST） | 频率    |
| 23:30-00:30       | 7590kHz |

※韩国标准时＝UTC+9
- 频率更新日期：2015年12月起